# Station Peperga
Station Peperga (geografische afkorting Pp) is een voormalig station aan de Staatslijn A. Het station van Peperga lag tussen het huidige station Wolvega en Steenwijk.
Het station was geopend van 15 januari 1868 tot 15 mei 1938 en van 1 januari 1940 tot 5 januari 1941.
Station Peperga werd naast passagiersvervoer gebruikt voor het exporteren van rotan uit Noordwolde. In de jaren zeventig werd het station afgebroken. Tegenwoordig is de plek gemarkeerd door een trafostation van de Nederlandse spoorwegen.